# Grote en Kleine Keynsel
Grote Keynsel en Kleine Keynsel waren twee dorpjes aan de Waterlandse Zeedijk in Noord-Holland en lagen op het grondgebied van de vroegere gemeente Ransdorp in het huidige Landelijk Noord, dat sinds 1921 deel uitmaakt van de gemeente Amsterdam. De dorpjes lagen ter hoogte van het huidige Kinselmeer, dat zijn naam aan de dorpjes ontleent.
De dorpjes staan vermeld in het Kaartboek van Waterland van Bartholomeus Simonsz de Vyll uit 1588. De dorpjes zijn naar alle waarschijnlijkheid tijdens hun bestaan landinwaarts verplaatst; meerdere dijkdoorbraken, zoals die van de Sint-Elizabethsvloed in 1421 en de Allerheiligenvloed in 1570 hebben de loop van de Waterlandse Zeedijk naar het Westen verschoven, en het land waarop de dorpjes vroeger gestaan hebben is door de Zuiderzee verzwolgen.
De laatste vermelding van Grote Keynsel is een brand in 1656 geweest, waarbij 40 huizen verwoest zijn. Het is niet duidelijk of dit het einde van de dorpjes geweest is, ze hebben nog tot in de 19e eeuw op kaarten vermeld gestaan.